# Greg Brown (lední hokejista)
Gregory Curtis Brown (* 7. března 1968, Southborough, Massachusetts, Minnesota, USA) je bývalý americký hokejový obránce.
Draftován byl v roce 1986 týmem Buffalo Sabres ve druhém kole. V NHL odehrál za Buffalo Sabres, Pittsburgh Penguins a Winnipeg Jets celkem 94 zápasů v základní části a 6 v play-off. Od roku 1995 až do konce kariéry v roce 2003 působil v Evropě.
Spojené státy dvakrát reprezentoval na zimních olympijských hrách (1988, 1992), třikrát na mistrovství světa (1989, 1990, 1998) a dvakrát na mistrovství světa do 20 let (1986, 1987).